# Albitreccia
Albitreccia (in corso Albitreccia) è un comune francese di 1 542 abitanti situato nel dipartimento della Corsica del Sud nella regione della Corsica.

## Società

### Evoluzione demografica
Abitanti censiti